# Tramway de Częstochowa
Le tramway de Częstochowa est le réseau de tramways implanté dans la ville de Częstochowa, en Pologne. Créé en 1959, il s'agit du réseau de tramway le plus récent de Pologne. Il comporte trois lignes de tramway, qui desservent 35 arrêts.

## Réseau actuel

### Aperçu général
| Ligne | Départ         | Arrivée           |
| ----- | -------------- | ----------------- |
| 1     | Fieldorfa-Nila | Kucelin           |
| 2     | Fieldorfa-Nila | Raków Dworzec PKP |
| 3     | Fieldorfa-Nila | Stadion Raków     |

### Matériel roulant
| Image | Modèle                        | Années de production | Nombre |
| ----- | ----------------------------- | -------------------- | ------ |
|       | Konstal 105Na                 | 1979 - 1990          | 26     |
|       | PESA 129Nb                    | 2012                 | 7      |
|       | PESA 129Nb                    | 2020                 | 10     |
|       | Konstal 4N1+4ND1 (historique) | 1958                 | 1+1    |